# Lee Sorensen
Lee Richard Sorensen est un bibliothécaire et historien de l'art américain né le 4 novembre 1954 dans le Milwaukee. Il est principalement connu pour avoir créé le Dictionary of Art Historians.

## Biographie

### Formation
Lee Sorensen commence par étudier l'art au Carthage College (en) et y obtient un baccalauréat universitaire. Il valide par la suite deux masters à l'université de Chicago. Le premier est un master d'histoire de l'art en 1985 et le second en bibliothéconomie en 1986.
Dès 1986, il débute avec Monique Daniels le projet d'un répertoire d'historiens de l'art sous forme de fichiers manuscrits sur lesquells sont inscrits les noms des historiens de l'art trouvés dans les ouvrages d'Eugene Kleinbauer. L'intérêt du projet pour Sorensen est d'avoir une meilleure connaissance des auteurs pour pouvoir comprendre quelles auraient pu être leurs erreurs, quelle était leur réputation, quels étaient leurs maîtres... Il dit lui-même : « Avant le DAH, il était impossible de connaître des choses aussi simples que la réputation d'un historien de l'art, ses écrits les plus importants et même qui étaient ses maîtres […] Ces choses sont importantes lorsqu'on lit un texte ou qu'on essaye de comprendre les erreurs passées ». Le projet dort pendant quelques années jusqu'à l'arrivée d'internet. En 1996, Lee Sorensen développe lui-même le site de ce qui allait devenir le Dictionary of Art Historians sur son temps libre, alors qu'il est bibliothécaire à l'université Duke.
Passionné par l'historiographie de l'art, sa thèse intitulée Art bibliographies : a survey of their development, 1595-1828 portait déjà sur ce sujet. Il est consultant pour des dictionnaires biographiques touchant aux arts dont le Cambridge Dictionary of American Biography, ainsi que le Oxford Dictionary of Art depuis 2004, dans lequel il écrit plusieurs articles.